# Phenylgruppe

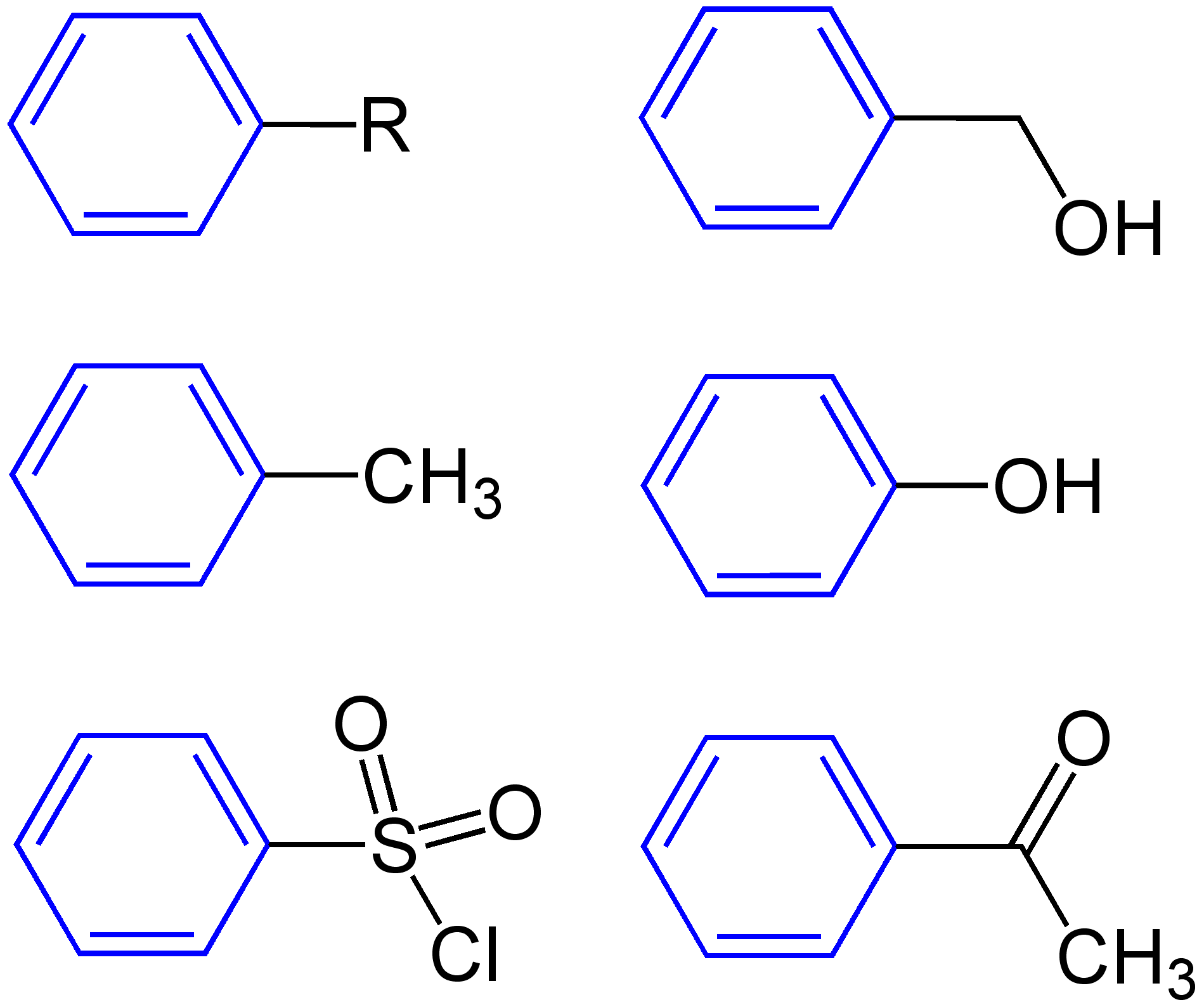
Verbindungen mit einer Phenylgruppe (blau) mit R = Organylgruppe (Alkylgruppe, Arylgruppe, Acylgruppe etc.), Halogen, Hydroxy-Rest, Metall etc.; Benzylalkohol, Toluol, Phenol, Benzolsulfonsäurechlorid und Acetophenon (von links oben nach rechts unten).

Als Phenylgruppe bezeichnet man in der organischen Chemie den Benzolrest, also die Atomgruppe –C6H5. In komplexen chemischen Formeln wird die Phenylgruppe bisweilen mit Ph, seltener mit Ø oder φ abgekürzt. Phenyle haben eine schwach elektronenschiebende Wirkung (siehe Mesomerer Effekt).
Beispiele für Verbindungen mit Phenylgruppen sind etwa das Biphenyl, die Benzoesäure oder das Phenol. Die Benzylgruppe (–CH2Ph) und die Benzoylgruppe (–C(O)Ph) sind Erweiterungen der Phenylgruppe; strukturell ähnlich ist außerdem die Phenylengruppe (–C6H4–).